# Panteleimon Krestowitsch Schuse
Panteleimon Krestowitsch Schuse (arabisch Bandali ibn Saliba al-Dschausi, russisch Пантелеймон Крестович Жузе; * 20. Julijul. / 1. August 1870greg. in Jerusalem; † 20. Januar 1942 in Baku) war ein osmanisch-russischer Orientalist, Religionswissenschaftler und Hochschullehrer arabischer Herkunft.

## Leben
Schuse stammte aus einer christlichen arabischen Familie und verlor schon im Kindesalter seine Eltern. Er absolvierte das Gymnasium der russisch-orthodoxen Missionsgesellschaft in Nazareth und kam dann nach Russland. 1889–1892 studierte er am Geistlichen Seminar Bethanien in Sergijew Possad. 1892 trat er in die Moskauer Geistliche Akademie ein. 1895 wechselte er zur Kasaner Geistlichen Akademie, an der er 1896 das Studium als Kandidat der Theologie abschloss. Er blieb an der Akademie als Praktikant am Lehrstuhl für Arabisch und Islamkritik bis 1916. Gleichzeitig war er 1899–1913 lektor für Französisch. 1899 verteidigte er als Magisterarbeit seine historisch-kritische Untersuchung der Muʿtazila. Im Dezember nahm er die russische Staatsbürgerschaft an. Seine weiteren Arbeiten befassten sich mit der Situation der Christen in muslimischen Staaten, mit Islam und Aufklärung, mit dem christlichen Einfluss auf die muslimische Literatur und mit Georgien im 17. Jahrhundert nach der Darstellung des Patriarchen Makarios. Während des Dienstes in Kasan wurde er 1897 und 1909–1910 zu Studienaufenthalten nach Ägypten geschickt. Neben Arabisch, Griechisch, Russisch, Französisch beherrschte er Deutsch, Englisch, Hebräisch, Latein, Persisch und Hindi. In der Kasaner Zeit studierte er Tatarisch. 1901–1902 veröffentlichte er ein Russisch-Lehrbuch für Araber und 1903 ein zweiteiliges Russisch-Arabisch-Wörterbuch. In seiner Geschichte der Jerusalemer Kirche schilderte er den Konflikt zwischen den christlichen Arabern und den vorherrschenden Griechen. Seine Bemühungen um eine Professur waren erfolglos geblieben, da ihm Säkularismus und Islamfreundlichkeit vorgeworfen wurden. Während des Ersten Weltkriegs war er Militärzensor.
Nach der Oktoberrevolution wurde Schuse 1919 Professor an der Universität Kasan. 1920 wurde er an die neue Aserbaidschanischen Universität in Baku auf den Lehrstuhl für arabische Sprache und Literatur berufen, auf dem er bis 1937 blieb. Nun studierte er auch Aserbaidschanisch. 1921 wurde er zum Doktor der arabischen Sprache und Literatur promoviert. 1938 wurde er wissenschaftlicher Mitarbeiter des Instituts für Geschichte der aserbaidschanischen Filiale der Akademie der Wissenschaften der UdSSR in Baku. Er setzte seine Studien zur frühen Geschichte des Islam in Transkaukasien zur Zeit der arabischen Herrschaft fort. Er übersetzte arabische Abhandlungen dazu ins Russische und veröffentlichte sie.
Schuse war seit 1902 verheiratet mit Ljudmila Lawrentjewna Sujewa, mit der er sieben Kinder bekam: Georgi (1903–1942, Geologe, gefallen im Deutsch-Sowjetischen Krieg), Wladimir (1904–1993, Physiker), Anastassija (1905–1981, Biologin), Alexandra (1907–1931, Historikerin), Tamara (1909–2002, Chemikerin), Boris (1913–1988, Geologe) und Olga (1914–2005, Biologin).

## Ehrungen
- Sankt-Stanislaus-Orden III. Klasse
- Russischer Orden der Heiligen Anna III. Klasse
- Orden des Heiligen Wladimir IV. Klasse